# Itame brunnearia
Itame brunnearia är en fjärilsart som beskrevs av Alpheus Spring Packard 1876. Itame brunnearia ingår i släktet Itame och familjen mätare. Inga underarter finns listade i Catalogue of Life.